# Exetastes ishikawensis
Exetastes ishikawensis är en stekelart som beskrevs av Tohru Uchida 1928. Exetastes ishikawensis ingår i släktet Exetastes och familjen brokparasitsteklar. Utöver nominatformen finns också underarten E. i. murayamai.